# Тениски клуб Партизан
Тениски клуб Партизан је основан 4. октобра 1945. године као секција при ЈНА, да би 1950. године постао клуб и добио данашње име. Седиште клуба је у Хумској 1, у оквиру Спортског друштва Партизан, чији је и члан поред 24 клуба.
Клуб располаже са 11 земљаних и 3 бетонска терена, старом клупском зградом, у чијем садржају, површине око 350 м², учествују свлачионице, ресторан и канцеларије. До сада је клуб освојио 20 титула првака државе у мушкој и 11 титула у женској конкуренцији.

## Историја
Тениски клуб Партизан је основан 4. октобра 1945. године као секција при ЈНА, да би 1950. године постао клуб и добио данашње име. Партизан је освојио 19 екипне титуле у мушкој и 12 у женској конкуренцији.
За Партизан је од 1954. до 1976. године играла Јелена Генчић. Она је 18 пута била првакиња Југославије: 2 пута појединачно, 6 пута у женским паровима и 12 пута у мешовитим паровима, док је 11 пута била друга. Илија Панајотовић је једном био први појединачно и у пару и 7 пута је био други. Био је Дејвис куп репрезентативац од 1957 до 1960. године
Најбољи српски тенисери који су тренирали у Партизану почетком XXI века су: Новак Ђоковић, Ана Ивановић, Јанко Типсаревић, Ненад Зимоњић, Бојана Јовановски, Илија Бозољац, Душан Вемић, Душан Лајовић, Ана Јовановић, као и Јелена Докић из Аустралије и Андреа Петковић из Немачке.

## Трофеји

### Мушкарци
- Национално првенство:
  - Прваци (20): 1952, 1953, 1956, 1957, 1958, 1959, 1961, 1985, 1986, 1989, 1992, 1993, 1994, 1995, 1996, 1997, 2001, 2003, 2005, 2007.

### Жене
- Национално првенство:
  - Прваци (11): 1963, 1968, 1970, 1971, 1972, 1973, 1974, 1975, 2000, 2009, 2012.

## Државни прваци који потичу из клуба

### Мушка екипа
- Илија Панајотовић, државни првак 1959. године
- Ивко Плећевић, државни првак 1960. године
- Никола Шпеар, државни првак 1968. године
- Жељко Чича, државни првак 1988. године
- Срђан Мушкатировић, државни првак 1990. године
- Бојан Вујић, државни првак 1992. године
- Ненад Зимоњић, државни првак 1996. године
- Ладислав Киш, државни првак 1997. године
- Душан Вемић, државни првак 2000. године

### Женска екипа
- Драгица Ласло, државни првак 1954. године
- Јелена Генчић, државни првак 1958. и 1964. године
- Биљана Костић, екипни државни првак

## Играчи који су играли у Партизану[3]
Најбољи резултати у каријери:
- Новак Ђоковић 1. тенисер света
- Ана Ивановић 1. тенисерка света
- Ненад Зимоњић 1. тенисер света у дублу
- Јанко Типсаревић 8. тенисер света
- Андреа Петковић 9. тенисерка света
- Бојана Јовановски 39. тенисерка света
- Душан Вемић 146. тенисер света, 31 у дублу